# Versorgungsbataillon 7
Das Versorgungsbataillon 7 (VersBtl 7) ist ein Verband der Heereslogistiktruppen in der Panzerbrigade 21 „Lipperland“ mit Standort in der Glückauf-Kaserne in Unna, Nordrhein-Westfalen. Die 2. Kompanie ist in der Von-Düring-Kaserne in Rotenburg (Wümme), Niedersachsen stationiert. Der Vorgängerverband hieß Logistikbataillon 7 und wurde 2015 zum Versorgungsbataillon 7 mit Kompanien in Unna, Augustdorf und Stadtallendorf umgegliedert. Im Zuge der Einführung Mittlere Kräfte hat das Logistikbataillon 7 die 2. Kompanie in Augustdorf an die Panzerlehrbrigade 9 abgegeben und im Gegenzug ist die 3. Kompanie Versorgungsbataillon 141 aus Rotenburg (Wümme) dem Versorgungsbataillon 7 unterstellt worden.

## Auftrag
Auftrag des Versorgungsbataillons 7 im Grundbetrieb
- fachliche Ausbildung und Inübunghaltung gemäß der gültigen Konzeption für die Logistikkräfte des Heeres sicherstellen;
- Allgemeine Grundausbildung (findet nicht mehr statt) und Vollausbildung durchführen;
- Anteile der Dienstpostenausbildung für Materialbuchhalter durchführen;
- das Bataillon versorgen;
- Brigadeeinheiten PzBrig 21 mit den Fähigkeiten Instandsetzung, Versorgung und Transport versorgen.

Auftrag des Versorgungsbataillons 7 im Einsatz
- Sicherstellung der ununterbrochenen Einsatzunterstützung der Panzerbrigade 21.
- Betreiben, einrichten und sichern von bis zu zwei Brigadenachschubpunkten und zwei Truppeninstandsetzungspunkten.
- Sicherstellung der Versorgung der Brigade mit Verbrauchsgüter aller Art einschl. Trinkwasser, Marketenderware und Feldpost.
- Leergut, Schadmaterial und fremdes Wehrmaterial abschieben.
- Mobiler Einsatz von Instandsetzungskapazitäten

## Gliederung

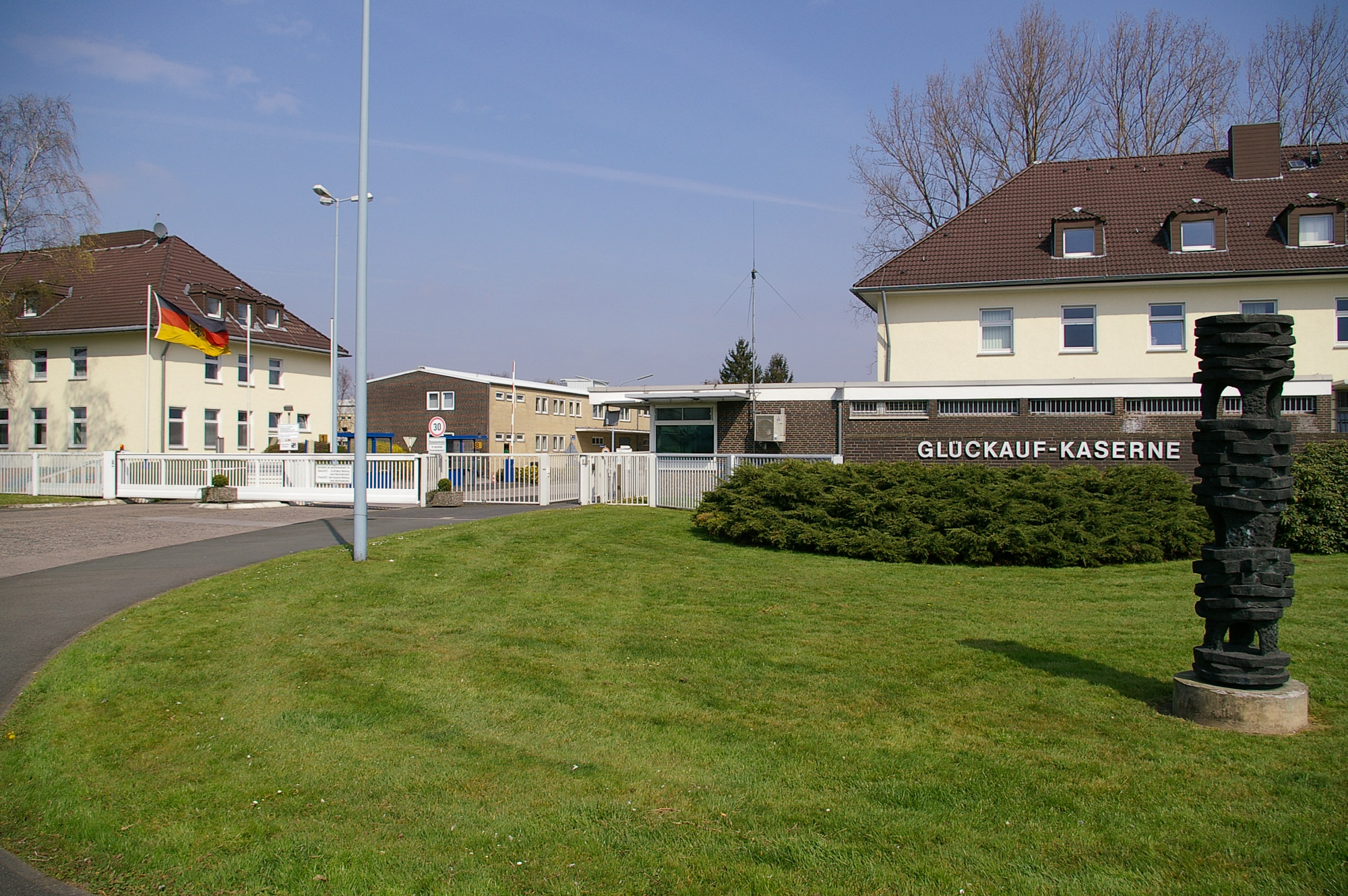
Glückauf-Kaserne Unna-Königsborn

Das Bataillon gliedert sich derzeit in vier Kompanien:
- 1. Kompanie: Stabs- und Versorgungskompanie      Unna-Königsborn
- 2. Kompanie: Typ A                                    Rotenburg (Wümme)
- 3. Kompanie: Typ B                                   Unna-Königsborn
- 4. Kompanie: Typ C                                   Stadtallendorf
- 5. Kompanie: Mit Reservisten besetzter Ergänzungstruppenteil

## Wappen
Das Bataillonswappen beinhaltet das Feldzeugzeichen der Instandsetzungstruppe auf blauem – Waffenfarbe der technischen Truppen – Grund, das Westfalenross als Zeichen der regionalen Verbundenheit mit Westfalen und den Hammer und Schlegel, um die besondere Verbindung zum Bergbau deutlich zu machen.
Aus Traditionsgründen wurde das Wappen vom Vorgängerverband Instandsetzungsbataillon 7 übernommen.

## Geschichte
1956 wurde das Bataillon im ehemaligen Flugabwehrkanonen-Bestandslager in Unna als Feldzeugbataillon 512 (FzBtl 512) als Kader aufgestellt und bis 1959 auf Kompaniestärke aufgestockt. Der Auftrag des Bataillons war die Instandsetzung von Rad- und Kettenfahrzeugen sowie leichter und schwerer Waffen für die jetzt aufgelöste 7. Panzerdivision. Zum 1. Juni 1959 wurde das Bataillon in Instandsetzungsbataillon 470 (InstBtl 470) umbenannt, zum 16. Oktober 1966 in mittleres Instandsetzungsbataillon 470 (mInstBtl 470) und zum 1. Oktober 1972 nach einer Umgliederung und Unterstellungswechsel wieder in Instandsetzungsbataillon 470. Zum 1. Oktober 1975 erhielt das Bataillon mit Eingliederung in die 7. Panzerdivision den Namen Instandsetzungsbataillon 7 (InstBtl 7). Im Jahr 2006 wurden der Verband und die übergeordnete Brigade der 1. Panzerdivision in Hannover unterstellt und erhielt zum 1. Oktober 2007 den Namen Logistikbataillon 7 (LogBtl 7). Im Juli 2015 erfolgte die Umbenennung in Versorgungsbataillon 7.
Am 17. Dezember 2022 wurde dem Verband das Fahnenband „Einsatz“ verliehen.

## Misshandlungsvorwürfe
Im Sommer 2004 sollen in der 7. Kompanie (Coesfeld) 163 Rekruten bei einer in der Allgemeinen Grundausbildung nicht vorgesehenen fingierten Geiselnahme gefesselt, getreten, geschlagen, mit Stromstößen misshandelt und beschimpft worden sein. Die Rekruten hätten zwar jederzeit die Möglichkeit gehabt, durch ein Codewort die Übung abzubrechen, hatten jedoch aus Scham nur selten davon Gebrauch gemacht. Nach Bekanntwerden der Vorwürfe im November 2004 wurde im März 2007 vor dem Landgericht Münster der Prozess gegen 17 Ausbilder und den Kompaniechef eröffnet. Die Angeklagten relativierten und rechtfertigten die Vorgänge teilweise und verwiesen auf das zumindest billigende Verhalten einer Mehrheit der Rekruten. Im August 2007 wurden zwei der angeklagten Ausbilder zu einer Bewährungs- beziehungsweise Geldstrafe verurteilt. Im März 2008 verkündete das Landgericht Münster die letzten Urteile: fünf Angeklagte erhielten Haftstrafen von bis zu 22 Monaten auf Bewährung, drei Angeklagte wurden freigesprochen, ein Verfahren eingestellt. Der frühere Kompaniechef wurde zu einer Geldstrafe verurteilt. Der Bundesgerichtshof hob im Januar 2009 zwei Freisprüche sowie zwei Geldstrafen auf und wies die Verfahren zurück an das Landgericht Münster. Drei zunächst freigesprochene Unteroffiziere müssen sich nach einer Entscheidung des Bundesgerichtshofes im Oktober 2009 wegen der Misshandlung der Rekruten erneut vor dem Landgericht Münster verantworten.